# Буданівські шафрани
Буданівські шафрани — ботанічна пам'ятка природи місцевого значення в Україні. Розташована на захід і на південь від села Кобиловолоки Теребовлянського району Тернопільської області, в межах лісового урочища «Млиниська». 
Площа — 24 га. Оголошена об'єктом природно-заповідного фонду рішенням Тернопільської обласної ради від 30 січня 2003 року. Перебуває у віданні ДЛГО «Тернопільліс» (Буданівське лісництво, кв. 36 вид. 5, 6 і кв. 50, вид. 4. 
Під охороною — дві ділянки дубово-модриново-ялиново-грабового лісу, які є місцем зростання та відтворення шафрану Гейфеля, підсніжника звичайного, занесених до Червоної книги України, вовчих ягід звичайних — рідкісного виду на території області.